# South Dakota Attorney General
Der South Dakota Attorney General gehört zu den konstitutionellen Ämtern des Staates South Dakota. Der Amtsinhaber wird durch die wahlberechtigte Bevölkerung von South Dakota für eine vierjährige Amtszeit gewählt. Eine Person darf maximal zwei aufeinanderfolgende Amtszeiten als Attorney General dienen. Eine Amtszeit verläuft gleichzeitig mit der Amtszeit des Gouverneurs von South Dakota.
Das Büro des Attorney Generals vertritt und bietet juristische Rechtsberatung von Agenturen, Behörden und Commissionen der Regierung von South Dakota. Des Weiteren vertritt es den Staat sowohl vor dem Staatsgericht als auch vor dem Bundesgericht sowie bei Verhandlungen zu Verwaltungsverordnungen und Regelungen. Es bearbeitet auch Berufungen bei Kapitalverbrechen, berät die lokalen Staatsanwälte bei der Durchführung von Strafverfahren und bearbeitet Fälle auf Anfrage von lokalen Staatsanwälten. Darüber hinaus gibt es rechtliche Stellungnahmen, welche die Satzungen für die Agenturen und die politischen Unterabteilungen des Staates interpretieren.
Der aktuelle Amtsinhaber ist Marty Jackley.

## Dakota-Territorium *
| Attorney General     | Amtszeit  |
| -------------------- | --------- |
| Alexander Hughes     | 1883–1884 |
| George H. Rice       | 1885–1886 |
| George S. Engle      | 1886–1887 |
| Charles F. Templeton | 1887–1888 |
| Tristam Skinner      | 1889      |
| Johnson Nickeus      | 1889      |

* 1889 in die Bundesstaaten North Dakota und South Dakota geteilt

## Bundesstaat South Dakota
| #  | Attorney General          | Bild | Amtszeit  | Parteizugehörigkeit |
| -- | ------------------------- | ---- | --------- | ------------------- |
| 1  | Robert Dollard            |      | 1889–1893 | Republikaner        |
| 2  | Coe I. Crawford           |      | 1893–1897 | Republikaner        |
| 3  | Melvin Grigsby            |      | 1897–1899 | Republikaner        |
| 4  | John L. Pyle              |      | 1899–1902 | Republikaner        |
| 5  | A. W. Burtt               |      | 1902–1903 | Republikaner        |
| 6  | Philo Hall                |      | 1903–1907 | Republikaner        |
| 7  | S. Wesley Clark           |      | 1907–1911 | Republikaner        |
| 8  | Royal C. Johnson          |      | 1911–1915 | Republikaner        |
| 9  | Clarence C. Caldwell      |      | 1915–1919 | Republikaner        |
| 10 | Byron S. Payne            |      | 1919–1923 | Republikaner        |
| 11 | Buell F. Jones            |      | 1923–1929 | Republikaner        |
| 12 | Merrell Q. Sharpe         |      | 1929–1933 | Republikaner        |
| 13 | Walter Conway             |      | 1933–1937 | Republikaner        |
| 14 | Clair Roddewig            |      | 1937–1939 | Demokratin          |
| 15 | Leo A. Temmey             |      | 1939–1943 | Republikaner        |
| 16 | George Theodore Mickelson |      | 1943–1947 | Republikaner        |
| 17 | Sigurd Anderson           |      | 1947–1951 | Republikaner        |
| 18 | Ralph A. Dunham           |      | 1951–1955 | Republikaner        |
| 19 | Phil Saunders             |      | 1955–1959 | Republikaner        |
| 20 | Parnell J. Donahue        |      | 1959–1961 | Demokrat            |
| 21 | A. C. Miller              |      | 1961–1963 | Republikaner        |
| 22 | Frank L. Farrar           |      | 1963–1969 | Republikaner        |
| 23 | Gordon J. Mydland         |      | 1969–1973 | Republikaner        |
| 24 | Kermit A. Sande           |      | 1973–1975 | Demokrat            |
| 25 | Bill Janklow              |      | 1975–1979 | Republikaner        |
| 26 | Mark V. Meierhenry        |      | 1979–1987 | Republikaner        |
| 27 | Roger Tellinghuisen       |      | 1987–1991 | Republikaner        |
| 28 | Mark Barnett              |      | 1991–2003 | Republikaner        |
| 29 | Larry Long                |      | 2003–2009 | Republikaner        |
| 30 | Marty Jackley             |      | seit 2009 | Republikaner        |